# Полски легиони
Полските легиони са доброволчески полски военни формирования, създавани между 18 и 20 век в армиите на различни държави.

## Османска империя
Първият полски легион се появява в Турция през 1770-те години и е част от въоръжените сили на Барската конфедерация.
В хода на Руско-турската война от 1877 – 1878 г. от полските имигранти в Истанбул са създадени 2 легиона – европейски (около 70 души под командването на Йозеф Ягмин), и азиатски, който воюва на Кавказкия фронт. Легионерите понасят големи загуби на 23 август 1877 г. в битката при Кизляр.

## Наполеонови войни
След въстанието на Тадеуш Косцюшко много поляци емигрират в Италия и Франция, на което държавите, поделили си Полша, не се възпротивяват. Центрове на емигрантите стават градове като Венеция и Париж.
През 1796 г. генерал Ян Домбровски предлага на френската Директория да сформира специален корпус от поляци. Директорията приема предложението и поръчва провеждането на преговорите на генерал Бонапарт, командващ Италианската армия. Тъй като френските закони забраняват приемането на служба на чуждестранни войски, полските легиони са включени в състава на армията на Ломбардската република, образувана в хода на Италианския поход на Бонапарт. На 9 януари 1797 г. е сключено съответното споразумение между Домбровски и правителството на Ломбардската република. Сформирани са 2 легиона с по 3 батальона и артилерийски дивизион във всеки. Войниците носят полски мундири с френски кокарди.
През април 1797 г. Бонапарт сключва примирие в Льобен, а по-късно подписва Кампоформийския мирен договор. Домбровски, който желае да представлява полския народ на преговорите, не е допуснат на мирния конгрес. Полските легиони се запазват в качеството си на спомагателен корпус в армията на Цизалпийската република.
През 1798 г. участват в действията против Папската област и Неаполитанското кралство. По време на Войната на Втората коалиция Франция приема във войските си полските легиони, които през 1799 – 1800 г. участват в бойните действия в Италия против руско-австрийските войски. Първи легион понася големи загуби в сраженията при при Требия и Нови. Втори легион участва в отбраната на обсадената Мантуа и губи около 700 души.
Освен италианските легиони на Домбровски (общо 9 хиляди души) през 1799 г. е сформиран Дунавският легион на генерал К. Князевич (около 6 хиляди души), който успешно действа в Южна Германия. След Люневилския мир Франция реорганизира легионите в 3 полубригади и улански полк. Франция се задължава, по таен член на Амиенския мирен договор с Англия, да разпусне полските легиони. Скоро след това 2-ра и 3-та полубригада са изпратени на остров Хаити и са използвани за потушаване на антифренското въстание на робите.